# ل مارتینه
ل مارتینه (به فرانسوی: Le Martinet) یک کامین در فرانسه است که در Canton of Saint-Ambroix واقع شده‌است.

## خصوصیات
ل مارتینه ۱۰٫۳۵ کیلومترمربع مساحت و ۷۸۸ نفر جمعیت دارد و ۱۵۲ متر بالاتر از سطح دریا واقع شده‌است.